# 칵테일 (저작 도구)
칵테일(Cocktail)은 대한민국의 칵테일사에서 한때 벤처신화를 일으켰던 이상협이 대구 소재 청구고등학교 재학시절에 개발하여 제작한 멀티미디어 저작도구이다.
멀티미디어 개발 도구 '칵테일 97'을 1998년에 선보였으며, 1999년 7개국어로 번역된 '칵테일98 인터내셔널 버전'이 개발되었다. 칵테일97의 경우 한국 소프트웨어로는 처음으로 미국, 일본, 유럽 등지에 수출되었다. 이후 C멀티미디어2001이라는 저작 도구가 출시되었다.

## 구성
멀티미디어 제작 기능 외에도 영한번역기, 멀티미디어 스튜디오를 비롯해 멀티미디어 플레이어, 서류사무실, 음악가 작업실, 하이퍼텍스트, 미술가 작업실, 나라말씀 등이 포함되어 있다.

## 평판 및 이후 개발
본 개발 도구는 1997년에 KT마크를, 1998년에는 미국 XXCal 마크를 획득하였다.
1998년 4월에는 '칵테일 97'이 대한민국의 국가기술자격시험인 '사무정보기기 2급 운용시험'(현재의 사무자동화산업기사)의 프리젠테이션 분야 프로그램으로 선정되었다. 

## 참조
1. ↑  “정보통신업계 소식”. 연합뉴스. 1998년 8월 25일. 2018년 7월 28일에 확인함.
2. ↑  “장영실상 화제 수상자: 삼성전자 김영철상무 네번 받아”. 매일경제. 2001년 6월 15일. 2018년 7월 27일에 확인함.
3. ↑  김상범 (2003년 9월 9일). “왕년의 IT 스타들, 지금은 어디서 무엇을”. 아이뉴스. 2018년 7월 27일에 확인함.
4. 1 2  “'알고리듬' 교육 외면, S/W산업 위기 부른다”. 연합뉴스. 2004년 11월 9일. 2018년 7월 27일에 확인함.
5. 1 2  “[스페셜 리포트-한경핫벤처 100] 인터넷”. 한국경제. 2000년 10월 24일. 2018년 7월 27일에 확인함.
6. ↑  김주현 (2000년 8월 2일). “멀티 저작도구‘칵테일’버전업”. 경향신문. 2018년 7월 27일에 확인함.
7. ↑  “＜新소프트웨어상품대상 7년＞역대 연말 대상작”. 전자신문. 2001년 11월 15일. 2018년 7월 27일에 확인함.
8. ↑  “`칵테일 97' 국가기술자격시험 채택”. 《연합뉴스》. 1998년 3월 20일. 2018년 7월 27일에 확인함.